# Cornet (Sallent)
|  | Per a altres significats, vegeu «Castell de Cornet». |

Cornet és un dels pobles que formen el terme municipal de Sallent, a la comarca del Bages, situat a l'esquerra del riu de Cornet, un afluent del Llobregat. El terme de Cornet comprèn uns trenta masos disseminats i delimita amb les poblacions de Balsareny, Gaià, Avinyó i Sallent. Té una població de 40 habitants.

## Festes
- Caramelles (Pasqua)
- Festa del blat (Juliol)
- Festa Major (Agost)

## Monuments

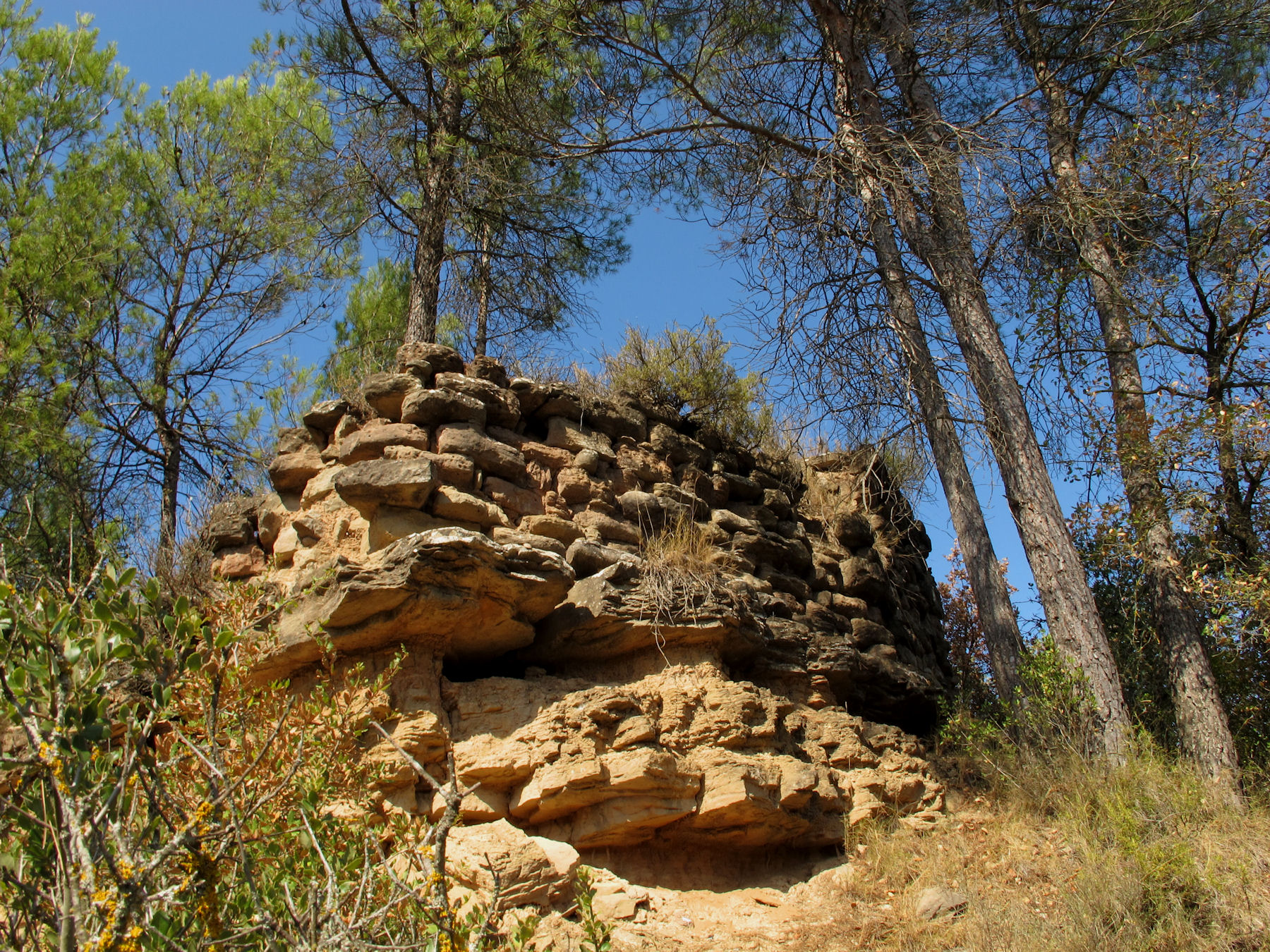
Ruïnes del Castell de Cornet

- Església de Santa Maria de Cornet - Església romànica de finals del segle xii.[4]
- Castell de Cornet - La primera notícia és de l'any 1063.[5] Actualment només en queden ruïnes.[6]
- Església de Santa Susanna de l'Abellar
- Església de Santa Fe (restes)